# Sílvia Bel i Busquet
|  | Aquest article tracta sobre l'actriu catalana. Si cerqueu la poeta catalana, vegeu «Sílvia Bel i Fransi». |

Sílvia Bel i Busquet (Barcelona, 24 de juny de 1970) és una actriu de teatre, cinema i televisió catalana. És coneguda pels seus papers en diverses sèries de TV3. Des de 2017 pren part a la telenovel·la diària, emesa a TV3, Com si fos ahir, en el paper de Marta Ramis.

## Biografia
Nascuda el 24 de juny de 1970 a Barcelona, però vinculada a Molins de Rei, es llicencià en Art dramàtic per l'Escola Superior d'Art Dramàtic de l'Institut del Teatre entre 1992 i 1996.
L'any 1998, acabats els estudis i després de participar en diferents espectacles teatrals a Barcelona, es traslladà a Madrid on juntament amb l'actor i director Karra Elejalde, amb qui es va casar i tenir una filla, i finalment divorciar, protagonitzà pel·lícules com Año Mariano i Torapia. L'any 2003 tornà als escenaris catalans, on desenvolupà la seva trajectòria teatral interpretant nombroses obres d'adaptacions literàries tant d'autors nacionals (Mercè Rodoreda, Joan Brossa, Manuel de Pedrolo o Joan Maragall) com internacionals (Franz Kafka, Oscar Wilde, William Shakespeare, Ivan Turguénev o George Bernard Shaw).
L'any 2005 protagonitzà l'espectacle teatral La Xarxa, de Joan Brossa, interpretació que li va valdre el premi Crítica Serra d'Or de Teatre del 2006 per l'aportació més interessant de l'any, a més de la nominació a millor actriu pels premis Butaca i l'elogi de tota la crítica. A partir d'aquell moment la seva carrera discorre entre teatre, televisió i cinema. A la televisió ha protagonitzat series com Infidels, Ventdelplà o El cor de la ciutat.
L'any 2007 va ser la Colometa de la Plaça del Diamant, que després de fer temporada al Teatre Nacional de Catalunya va girar durant un any per diferents teatres per acabar al Centre Dramàtic Nacional de Madrid.
Ha col·laborat amb músics com Lluís Llach i Jordi Savall en diferents concerts poètic-musicals.
L'any 2012 va rebre el Premi Memorial Margarida Xirgu a la interpretació femenina més rellevant de la temporada teatral barcelonina.
Actualment compagina la seva faceta d'actriu amb col·laboracions literàries a diferents mitjans i espais culturals.

## Obres[4]
| - Noves veus, nous poetes (1996) - El procés (1997) - Els dos bessons venecians (1998) - Jo era a casa i esperava que vingués la pluja (1998) - Quan serà pintada una escena de fons sense fi (1998) - Les filles de King Kong (2002) - Lleons al jardí, espill d'Abu Bakr (2004) - La xarxa (2005) - Sóc el defecte (2005) - Aurora De Gollada (2006) - Nausica (2006) - Carnaval (2006 - 2007) - El ventall de Lady Windermere (2007) - La plaça del Diamant (2007 - 2008) - Miquel (Homenatge a Martí i Pol) (2008) - La casa dels cors trencats (2009) - La guerre des fils de la lumière contre les fils des ténèbres (2009) - Un marit ideal (2009 - 2010) - Nit de reis (2010) - Un mes al camp (2011) - La ciutat (2011) - La nostra Champions particular (2011) - Homenatge institucional i popular a Josep Maria de Sagarra (2012) - Un vas de plata (2012) - Heisenberg (2021), escrita per Simon Stephens i representada a la Sala Beckett | - Año Mariano (2000) - Torapia (2004) - Un mundo numérico (curtmetratge, 2007) - Xtrems (2009) - Insensibles (2012) - Infidels (2009 - 2011) - Ventdelplà (2008) - El cor de la ciutat (2005 - 2007) - 1714. El preu de la llibertat (2014) - Com si fos ahir (2017-?) |